# Lakers de Los Angeles
Maillots
Actualités
Les Lakers de Los Angeles (en anglais : Los Angeles Lakers, « les habitants des lacs de Los Angeles ») sont une franchise de basket-ball évoluant en NBA basée à Los Angeles en Californie. Les Lakers jouent leurs matchs à domicile à la Crypto.com Arena, une salle partagée avec les Sparks de Los Angeles de la WNBA et les Kings de Los Angeles de la Ligue nationale de hockey. Les Lakers sont l’une des équipes les plus titrées de l’histoire de la NBA, ayant remporté 17 titres, un de moins que les Celtics de Boston, possédant le plus de titres de la ligue.
La franchise a débuté avec l’achat en 1947 d’une équipe dissoute, les Gems de Détroit de la National Basketball League (NBL). La nouvelle équipe a commencé à jouer à Minneapolis, sous le nom des Lakers de Minneapolis. Initialement membre de la NBL, les Lakers ont remporté le titre NBL en 1948 avant de rejoindre la rivale Basketball Association of America (BAA), où ils remportèrent cinq des six finales suivantes, menés par la star George Mikan. Après avoir éprouvé des difficultés financières à la fin des années 1950, après la retraite de George Mikan, ils ont déménagé à Los Angeles en 1960.
Dirigée par les Hall of Famers Elgin Baylor et Jerry West, la franchise a participé aux finales NBA à six reprises dans les années 1960, mais a perdu chaque série au profit des Celtics, marquant le début de leur longue et riche rivalité. En 1968, les Lakers acquièrent le quadruple Most Valuable Player (MVP), Wilt Chamberlain, et remportèrent leur sixième titre de la NBA, le premier à Los Angeles, en 1972. Après la retraite de West et Chamberlain, l’équipe a acquis Kareem Abdul-Jabbar, qui a également remporté plusieurs titres de MVP, mais n’a pas été en mesure de participer aux finales NBA à la fin des années 1970.
Les Lakers des années 1980 ont été surnommés "Showtime" en raison de leur attaque rapide menée par Magic Johnson. L’équipe a remporté cinq titres NBA en neuf ans et était dirigée par le célèbre entraîneur Pat Riley. Après la retraite d’Abdul-Jabbar et de Johnson, l’équipe a connu des difficultés au début des années 1990, avant d’acquérir Shaquille O'Neal et Kobe Bryant en 1996. Avec le duo, qui était dirigé par un autre célèbre entraîneur, Phil Jackson, l’équipe a remporté trois titres consécutifs entre 2000 et 2002, offrant à la franchise son deuxième "three-peat". Menés par Bryant, les Lakers ont remporté deux autres titres NBA en 2009 et en 2010. Après l'arrivée de Lebron James, ils remportent également un titre en 2020.
Les Lakers détiennent le record de la plus longue série de victoires de la NBA avec 33 matchs consécutifs, établis au cours de la saison 1971-1972.
En 2012, c'est la franchise la plus riche de la NBA avec une valeur financière de plus de 900 millions de dollars selon le magazine Forbes, mais en 2014 elle cède cette place de franchise NBA la plus riche au profit des Knicks de New York qui la devance de 100 millions de dollars (1,4 milliard contre 1,3 pour les Lakers). En outre, le club est l'une des quatre franchises NBA basées en Californie, avec les Clippers de Los Angeles, les Kings de Sacramento et les Warriors de Golden State.

## Historique de la franchise

### Lakers de Minneapolis

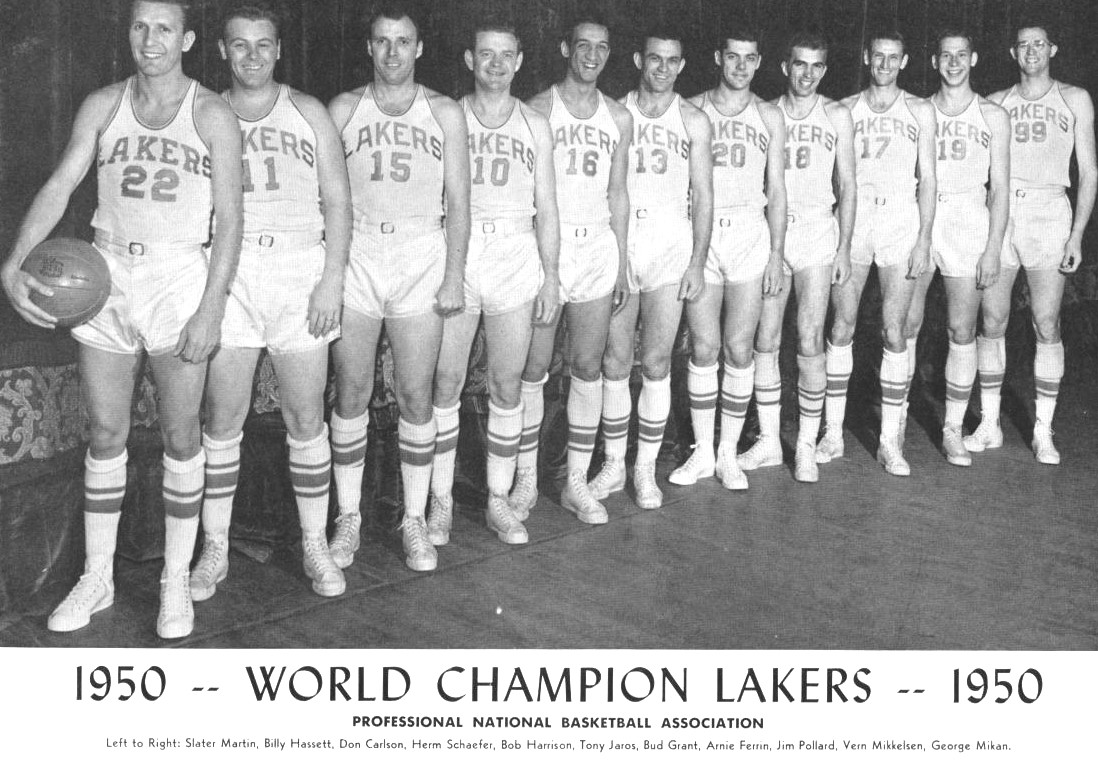
L'équipe championne en 1950.

Il faut alors reconstruire totalement l'équipe. En ayant le pire bilan de la National Basketball League, les Lakers obtiennent le premier tour de draft en 1947 de la Professional Basketball League of America. Le choix se porte sur George Mikan. Ce dernier montre tout de suite son grand talent et permet à l'équipe de remporter cette même saison, son premier titre NBL. L'année suivante, la franchise change de ligue et intègre la Basketball Association of America (BAA). Grâce à Mikan et à une bonne alchimie, les Lakers remportent un nouveau titre, moins d'un an après être arrivés dans la ligue. Le mouvement dans les ligues est important à l'époque, car chacune tente d'attirer les meilleurs joueurs, d'où une forte concurrence.
Cependant en 1949 la NBL et la BAA s'unissent pour former la NBA. Ce qui n'empêche pas les Lakers de gagner leur premier titre de champion NBA un an plus tard. Cependant, ils ne réussiront pas le Four-Ever : le titre leur échappe l'année suivante en faveur des Rochester Royals. Les Lakers se consoleront en remportant trois titres consécutifs les trois saisons suivantes. En 1954, Mikan prend sa retraite à cause d'une blessure. Ce départ se fait cruellement ressentir sur le jeu des "hommes des lacs". Ajouté à cela, l'équipe rencontre des problèmes d'adaptation aux nouvelles règles instaurées par la NBA (règle 24 secondes et nombre de fautes limité à six). Même avec une brève tentative de retour de Mikan, qui finit par définitivement abandonner les parquets en 1956, les Lakers n'y arrivent pas. Minneapolis n'est plus la terreur des parquets.
Après cette courte période dans l'ombre (1954-1957), les Lakers reviennent au sommet en 1957, même si leur épopée se termine par une défaite en finale contre les Saint-Louis Hawks. À la suite de cet échec, Mikan devient l'entraîneur de l'équipe. Le résultat est désastreux, à tel point qu'il est limogé en cours de saison. Minneapolis, avec un bilan de 19 victoires pour 53 défaites ne participe pas aux play-offs. Néanmoins ce triste bilan leur permet d'obtenir le premier choix lors de la draft de 1958. Les Lakers choisissent Elgin Baylor, excellent scoreur qui leur permet d'atteindre la finale la saison suivante, face aux Celtics de Boston.
Au début des années 1960, l'intérêt pour la franchise diminue dû au fait que Mikan ne soit plus dans l'équipe. La franchise avait déjà failli déménager à Kansas City en 1957 après le rachat par Bob Short. Voyant que l'intérêt des fans est toujours aussi bas, la franchise s'exile définitivement de Minneapolis en 1960 pour rejoindre Los Angeles. La NBA ne revient dans le Minnesota qu'en 1989 avec la nouvelle franchise des Timberwolves du Minnesota.

### Lakers de Los Angeles

#### Les débuts: longue course vers le titre (1960-1972) et période d'accalmie (1972-1980)
Les Lakers arrivent donc à Los Angeles, après avoir écarté des villes comme San Francisco ou Chicago. Les Lakers deviennent la première équipe de la côte ouest. Los Angeles voit alors l'arrivée du meneur talentueux Jerry West. Le duo West-Baylor redonne de grands espoirs de titre aux fans de la franchise. Cependant le duo va être séparé car Baylor est appelé pour son service militaire, ce qui lui fait manquer une grande partie de la saison. Malgré cela, l'équipe atteint les finales mais perd lors du dernier match face aux Celtics. C'est le point de départ d'une grande rivalité sportive entre ces deux formations. Le rendez-vous est pris pour l'année suivante : les deux mêmes équipes se retrouvent en finale, et encore une fois les Celtics sont trop forts. En 1964, la franchise est éliminée avant les finales, mais ce n'est que partie remise puisque les Lakers vont atteindre les finales NBA les deux saisons suivantes. Néanmoins, ils seront, à chaque fois, incapables de battre les Celtics de Boston.

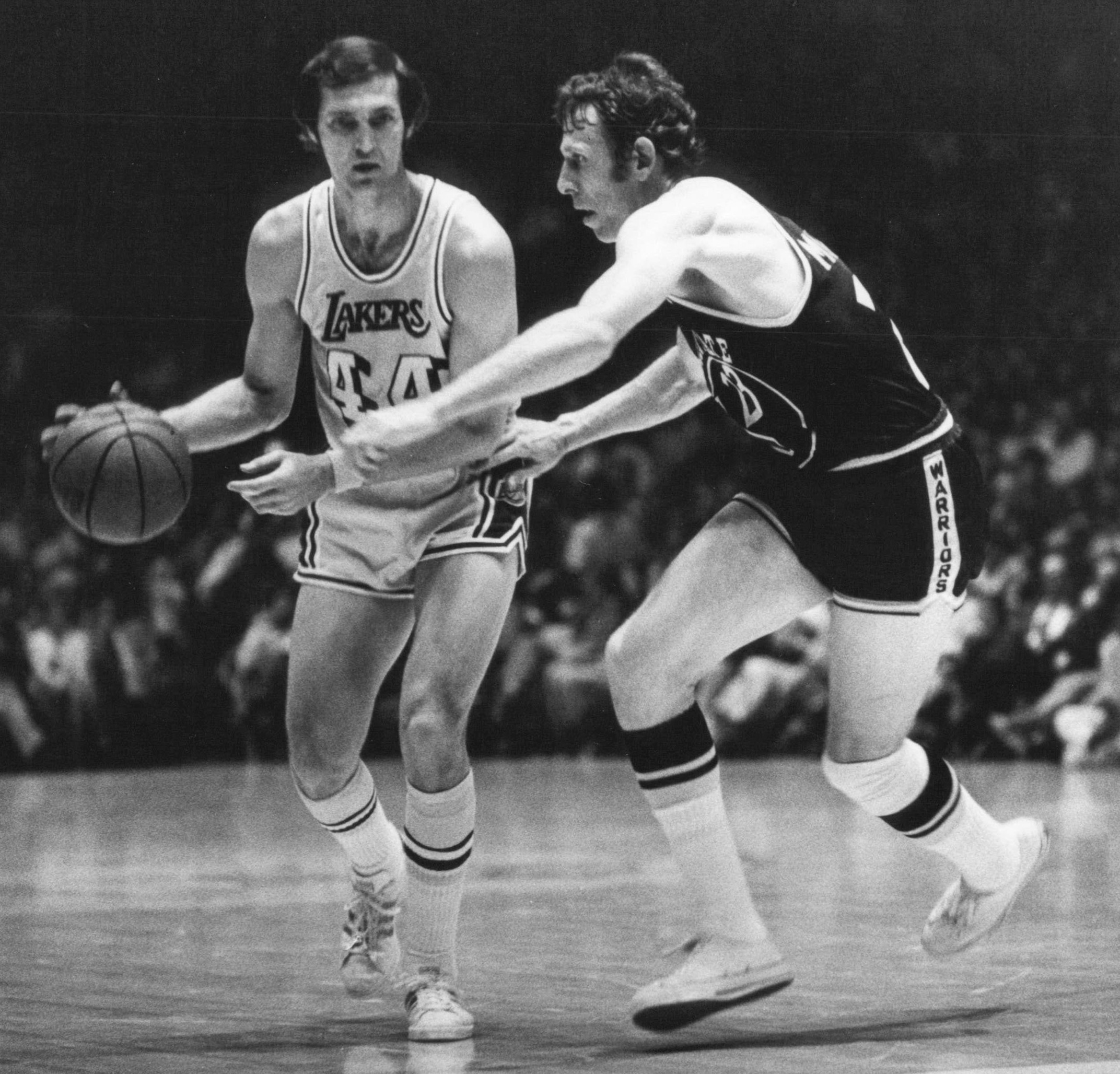
Jerry West en 1971.

En dehors des parquets Bob Short vend l'équipe à Jack Kent Cooke pour 5 millions de dollars en 1965. Malgré sa défaite en finale de division en 1967, la franchise continue à jouer les premiers rôles dans la ligue. De plus l'arrivée de Wilt Chamberlain en 1968 est vue comme un signe d'espoir. En effet, certains voient en lui l'arme pour enfin réussir à battre les Celtics de Bill Russell. De 1968 à 1970, les Lakers atteignent les finales et l'histoire ne change pas : défaites face à Boston en 1968 et 1969 et face aux Knicks de New York en 1970. La saison 1971 est une année de transition. Le bilan est difficile, 7 finales perdues en 9 ans, il faut enfin vaincre cette malédiction en finale depuis l'arrivée de la franchise dans la côte ouest.
La saison 1972 est celle du renouveau, et reste gravée dans les mémoires des fans des Lakers. L'équipe emmenée par Bill Sharman, qui est nommé entraîneur de l'année à l'issue de la saison, aligne une série de 33 victoires consécutives. Un record NBA qui tient toujours à l'heure actuelle et qui est sûrement très difficile à battre. Et cerise sur le gâteau, les Lakers empochent enfin leur premier titre depuis le déménagement de la franchise à Los Angeles.

#### LeShow Time(1980-1991)
Pourtant et en dépit du recrutement du pivot Kareem Abdul-Jabbar, les Lakers devront attendre la saison 1979-1980 et l'arrivée de Magic Johnson pour remporter un nouveau titre. Lors des finales NBA 1980, ils dominent les 76ers de Philadelphie en six manches, en grande partie grâce à leur rookie Magic Johnson. Lors du sixième match, ce dernier joue à tous les postes, principalement pivot en raison de l'absence de Kareem Abdul-Jabbar blessé à la cheville pendant le cinquième match. Magic termine la partie avec 42 points, 15 rebonds et 7 passes décisives. Cette prestation est encore vue aujourd'hui comme la plus grande performance individuelle en finale NBA.
Cette victoire marque le début de la période du Show Time, surnom donné à l'équipe des Lakers pendant les années 1980 en raison de son jeu à la fois spectaculaire et efficace, dit run and gun, fait de contre-attaques endiablées, dirigé par Magic Johnson associé à Kareem Abdul-Jabbar, Jamaal Wilkes, Bob McAdoo, James Worthy et Byron Scott.
Sous la direction de Pat Riley, les Lakers vont dominer les années 1980 en remportant cinq finales sur neuf, en 1980, 1982, 1985, 1987 et 1988, et en participant en tout à huit finales sur dix.
Durant cette domination, les Lakers seront en grande rivalité avec les Celtics de Boston de Larry Bird, jouant notamment contre eux trois finales, en 1984, 1985 et 1987. Les 1984 NBA Finals resteront comme un des sommets de toute l'histoire des sports collectifs aux États-Unis, tant le style, les valeurs et les qualités des équipes sont opposées. D'un côté l'ouest, le soleil, la Californie, le strass, le showtime, une équipe composée de joueurs athlétiques et talentueux au sein d'une ville à majorité protestante. De l'autre, la côte est, le trèfle, le catholicisme, une équipe qui s'appuie sur un collectif léché et rigoureux, à l'image de la grisaille associée à cette région. Une couverture médiatique sans précédent pour un duel de légende, la finale ne se dénouant qu'au septième match avec la victoire de Boston.

#### Les années de vaches maigres (1991-1996)
Les années 1990 furent en revanche une période creuse pour les Lakers. Elles avaient pourtant bien commencé avec une nouvelle apparition en finale en 1991 face aux Bulls de Chicago, mais après avoir remporté le premier match à Chicago, les Lakers perdent les quatre suivants et transmettent le flambeau à Michael Jordan et ses coéquipiers, qui domineront les années 1990. Une semaine avant le début de la saison suivante, Magic Johnson, ayant contracté le virus de l'immunodéficience humaine, annonce qu'il doit se retirer. Après la retraite de Kareem Abdul-Jabbar en 1989, puis le départ de Pat Riley, les Lakers perdent ainsi un nouvel élément majeur de la domination des Lakers dans les années 1980.
Les Lakers terminent la saison sur une élimination au premier tour des playoffs en 1992, tout comme la saison suivante. Après une saison sans playoffs en 1994, les Lakers remportent à nouveau une série de playoffs en 1995, avant de s'incliner lors du tour suivant. Malgré le retour de Magic Johnson, les Lakers s'inclinent de nouveau au premier tour en 1996. Magic Johnson met un terme définitif à sa carrière.

#### L'affaire du siècle mais toujours pas de confirmation (1996-1999)
L'été 1996 marque le début de la renaissance des Violet et Or. L'ancienne légende du club Jerry West, devenu Manager Général de l'équipe, conclut deux transactions qui vont relancer la mythique franchise et redonner espoir aux fans. Il arrache le pivot surpuissant Shaquille O'Neal au Magic d'Orlando sur le marché des transferts. Puis il réalise un coup de génie lors de la Draft, en expédiant son pivot titulaire de l'époque Vlade Divac aux Hornets de Charlotte en échange d'un jeune joueur arrivant directement de son lycée, Kobe Bryant.
Dotés d'une équipe ultra-talentueuse mais qui manque parfois d'équilibre, les Lakers tâtonnent entre 1996 et 1999, et pêchent souvent par manque d'expérience lors des playoffs. Ils subissent ainsi de sévères échecs à ce niveau qui auront tendance à miner le moral des troupes.

#### La dynastie du nouveau millénaire et le duo Shaq & Kobe (1999-2004)

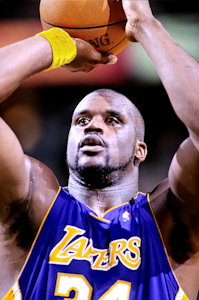
Shaquille O'Neal

En 1999, Jerry West trouve le chaînon manquant en nommant Phil Jackson entraîneur de l'équipe. Celui-ci, qui a décroché 6 titres de champion avec les Bulls de Chicago dans les années 1990, permet aux Lakers de franchir un cap. Avec un Shaquille O'Neal au sommet de son art, un Kobe Bryant qui explose au grand jour, et une bande de joueurs de complément tous aussi utiles les uns que les autres (Robert Horry, Derek Fisher, Rick Fox, Glen Rice…), les Lakers écrasent la saison régulière lors de laquelle ils décrochent 67 victoires. Les playoffs se révéleront plus compliqués que prévu, avec notamment une lutte épique en finale de Conférence Ouest face aux Trail Blazers de Portland : ils sont en effet contraints de disputer une 7e manche devant leur public alors qu'ils menaient 3-1 dans la série. Menés de 15 points à quelques minutes de la fin, les Lakers enflamment le Staples Center en signant un retour inimaginable et valident ainsi leur ticket pour la finale. Les Pacers de l'Indiana y seront écartés non sans mal en 6 manches. Les Lakers retrouvent enfin le sommet de la NBA après 12 ans de disette.
La saison suivante est totalement différente. Une saison régulière chaotique fait naître des doutes sur la capacité des Lakers à conserver leur titre. Mais lors des playoffs, l'équipe se transforme soudainement en rouleau compresseur et lamine tous ses adversaires un par un. Finalement, les Lakers ne perdront qu'un seul match lors de ces playoffs 2000-2001 : le 1er match de la finale face aux Sixers de Philadelphie, emmenés par Allen Iverson. « Shaq and co » se ressaisissent vite et remportent les quatre matchs suivants, ce qui leur permet de remporter un deuxième titre consécutif.
En 2001/02, les Lakers remportent un troisième titre de suite et réalisent (non sans mal) le Three-Peat (le fait de remporter trois titres de suite). Le principal obstacle sur leur parcours triomphal cette année-là est la finale de Conférence face à leur voisin californien, les Kings de Sacramento de Chris Webber. Les Lakers sortent par miracle indemnes de cette série en allant chercher la 7e manche à Sacramento. Le grand moment de cette série reste le tir à la dernière seconde de Robert Horry qui donne la victoire aux Lakers lors de la 4e manche, dans un Staples Center en fusion. La finale face aux Nets du New Jersey et leur meneur vedette Jason Kidd est un jeu d'enfant pour les Lakers, qui s'imposent 4-0.
En 2002/03 les Lakers, quelque peu vieillissants, manquent le Four Ever et s'inclinent en demi-finales de Conférence face aux Spurs de San Antonio de Tim Duncan et du français Tony Parker. Les tensions dans l'équipe se renforcent.
Vexés par cet échec, les dirigeants californiens souhaitent retrouver les sommets au plus vite et frappent un grand coup lors de l'intersaison en recrutant deux Hall of Famers en fin de carrière : Karl Malone et Gary Payton. Avec la présence de Kobe Bryant et Shaquille O'Neal, les Lakers possèdent alors une Dream Team qui fait trembler tous ses adversaires à l'entame de la Saison. Néanmoins, de nombreuses blessures et un manque de cohésion évident empêchent la machine Violet et Or de tourner à plein régime, ce qui leur vaut de perdre leur statut de favori au cours de la saison. Pourtant, ils retrouvent un effectif au complet à l'entame des playoffs et se voient offrir l'occasion de prendre leur revanche sur les Spurs en demi-finales de Conférence. Ils perdent les 2 premières manches à San Antonio mais remportent les 2 suivantes à domicile. Lors du 5e match, Tim Duncan pense donner la victoire aux Spurs sur un tir miraculeux. Cependant, avec 0.4 de secondes restant, Derek Fisher, sur un panier venu d'ailleurs, assomme les Spurs au buzzer. Ces derniers ne s'en remettront pas et perdront la série 4-2. les Lakers écartent ensuite les Timberwolves de Kevin Garnett en finale de conférence sur le score de 4-1. Opposés en finale aux Pistons de Détroit, les Lakers sont grandissimes favoris face à une équipe quasiment vierge d'expérience à ce niveau. Cependant, tout ne va pas comme prévu : les Lakers tombent de haut en perdant le 1er match devant leur public. Ils arrachent le 2e par miracle grâce à un tir au buzzer de Kobe Bryant pour envoyer le match en prolongation. Cependant, l'équipe sombre définitivement sur le parquet des Pistons. Le vieux sorcier Larry Brown, entraîneur de Détroit, a bâti un collectif parfaitement huilé et basé sur une défense de fer, en opposition totale avec la pléiade de stars des Lakers. Les conflits internes ressortent au plus mauvais moment et la blessure de Karl Malone n'arrange pas les choses. Les Lakers étouffés par les Pistons chutent 3 fois d'affilée à Détroit et s'inclinent 4-1.

#### Les Lakers en perte de vitesse: L'ère «post-Shaq» (2004-2007)

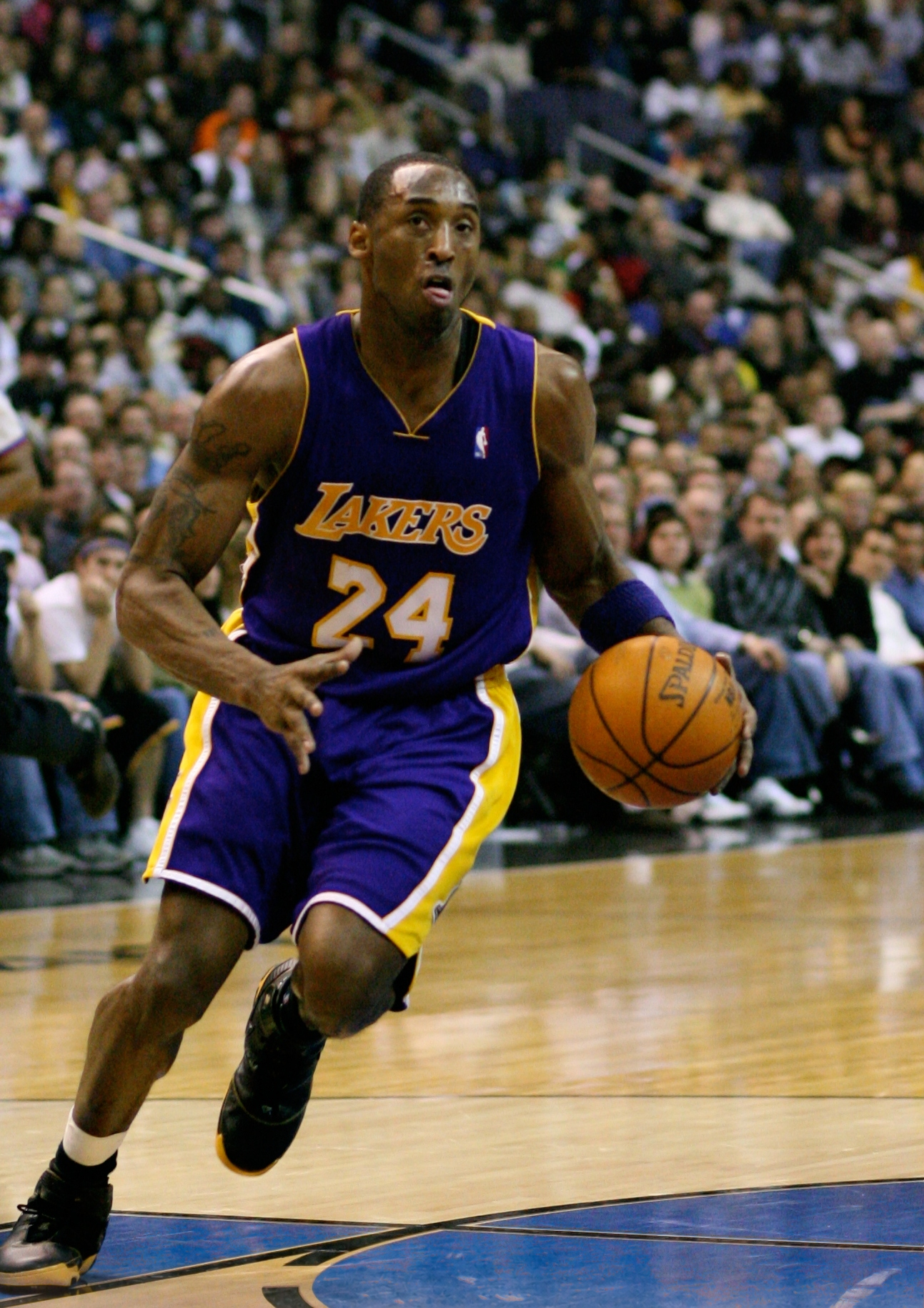
Kobe Bryant

Cette défaite marque la fin d'une dynastie chez les Angelinos. Les deux stars O'Neal et Bryant ne peuvent plus cohabiter et le manager général Mitch Kupchak envoie O'Neal au Heat de Miami en échange de Lamar Odom, Caron Butler et Brian Grant. Malone, Payton et Phil Jackson quittent également les Lakers, qui espèrent se reconstruire autour de Kobe Bryant.
Pour mener à bien cette reconstruction, les Lakers choisissent pour la saison 2004-2005 l'entraîneur Rudy Tomjanovich, deux fois champion avec les Rockets de Houston au milieu des années 1990. Tomjanovich est victime d'ennuis de santé et démissionne en cours de saison. Les Lakers s'effondrent après un début de saison honnête et ratent les playoffs pour la première fois depuis 1994.
Déboussolé, le président Jerry Buss parvient à convaincre Phil Jackson de reprendre les rênes de l'équipe à l'entame de la saison 2005-2006. Avec une équipe rajeunie et plus compacte, les Lakers remportent 45 matches et retrouvent les playoffs, emmenés par un Kobe Bryant stratosphérique, qui marque 35,5 points par match avec une pointe à 81 face aux Raptors de Toronto. Au premier tour des playoffs les Lakers passent tout près de faire tomber l'un des grands favoris, les Suns de Phoenix. Après avoir mené 3-1 dans la série à la suite notamment d'une fin de match incroyable lors du quatrième match, durant lequel Kobe Bryant donne la victoire à son équipe à la dernière seconde de la prolongation. Cependant, les Lakers se voient rejoindre à 3-3 en s'inclinant à domicile lors de la 6e rencontre, durant laquelle Tim Thomas arrache la prolongation sur un 3 points à la dernière seconde. Les Angelinos sont ensuite largement dominés lors de la 7e manche à Phoenix.
Ils débutent ainsi la saison suivante plein d'espoir et entretiennent cet espoir en réalisant un très bon début de saison. Mais au grand désarroi d'un Kobe Bryant pourtant égal à lui-même (avec une série de quatre matches consécutifs à 50 points ou plus), les Lakers se désintègrent au fur et à mesure de la saison et finissent avec 42 victoires sur 81 matches. Ils se qualifient in extremis pour les playoffs où ils retrouvent les Suns au premier tour, mais sont battus 4-1. Irrité par cette saison décevante, Kobe Bryant fait pression en demandant à être transféré pendant l'été, avant de se rétracter.
À l'entame de la nouvelle saison, l'incertitude règne encore quant à l'avenir de Kobe au sein de la formation californienne. Les dirigeants veulent encore croire que cette équipe peut retrouver les sommets, et misent sur l'éclosion du prometteur pivot Andrew Bynum et le retour d'un membre clé de la dynastie des Lakers, Derek Fisher, pour apaiser les velléités de départ de Bryant et relancer la franchise. Malgré un calendrier 2007-2008 difficile, une alchimie au plus mal et une ambiance morose, les Lakers réussissent leur début de saison en affichant un bilan de sept victoires pour cinq défaites alors que tous les analystes pensaient que leur bilan serait négatif après dix matchs. Dans ces sept victoires, Los Angeles a battu les Suns chez eux (119-98), le Jazz, les Pistons et les Rockets qui sont toutes des franchises qui prétendent au titre.

#### Le retour du succès de l'équipe: L'ère Bryant-Gasol (2007-2011)

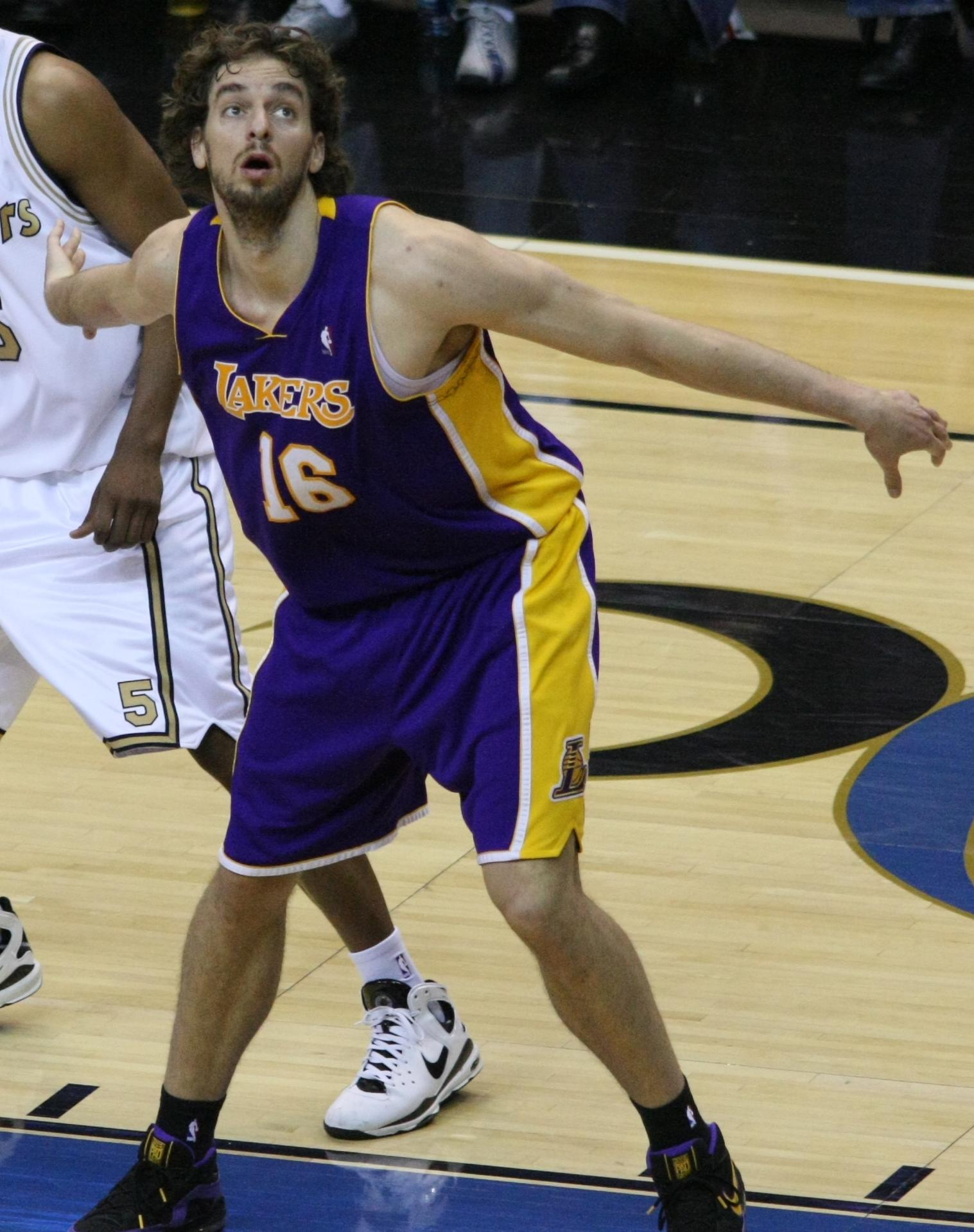
Pau Gasol

Alors qu'ils semblaient déjà avoir retrouvé une alchimie grâce à un Kobe Bryant altruiste, un état de forme exceptionnel de la part des joueurs du banc (Jordan Farmar, Andrew Bynum, Ronny Turiaf) et à l'émergence de Lamar Odom, les Lakers se positionnent maintenant comme un sérieux concurrent au titre après avoir échangé le 1er février 2008 Kwame Brown, deux premiers tours de draft et les droits de draft de Marc Gasol contre son frère Pau Gasol, en provenance des Grizzlies de Memphis. L'alchimie entre Kobe Bryant et Pau Gasol semble avoir pris directement et les victoires s'enchaînent : 10 victoires de rang, 18 victoires sur 23 matchs disputés,.
Cette série exceptionnelle leur permet d'obtenir la tête de la conférence ouest, malgré de nombreux blessés (Pau Gasol, Andrew Bynum, Trevor Ariza et Chris Mihm), en fin de saison régulière. Leur bilan (57-25) est le meilleur depuis quatre ans. Ils disposent facilement des Nuggets de Denver au premier tour des playoffs (4-0), puis difficilement du Jazz de l'Utah (4-2), et enfin des champions en titre les Spurs 4 à 1, ce qui leur permet de se qualifier pour les finales. Les finales NBA 2008 sont remportées par les Celtics de Boston 4 victoires à 2.
Les Lakers entament la saison 2008-2009 en enchaînant les victoires. Avec le retour de blessure d'Andrew Bynum qui avait manqué les playoffs et les finales, Phil Jackson replace Lamar Odom en sixième homme. Ils terminent la saison régulière avec un bilan de 65 victoires pour 17 défaites, le meilleur de la conférence Ouest, à une victoire seulement du meilleur bilan NBA, celui des Cavaliers de Cleveland. Pendant les playoffs, les Lakers éliminent successivement le Jazz de l'Utah (4-1), les Rockets de Houston (4-3) et en finale de conférence Ouest, les Nuggets de Denver (4-2). Ils disputeront donc les finales NBA 2009 face au Magic d'Orlando.
Les Lakers remportent cette série 4-1 et remportent ainsi leur 15e titre de champion, le deuxième plus grand total après les 17 titres des Celtics de Boston. Kobe Bryant est élu National Basketball Association Finals Most Valuable Player Award, MVP des Finales. Kobe Bryant et Derek Fisher deviennent les joueurs en activité les plus titrés (4 titres) avec Shaquille O'Neal et Tim Duncan (4 titres). Phil Jackson devient l'entraîneur le plus titré avec 10 titres de champion NBA (6 avec les Bulls, 4 avec les Lakers).
Durant la saison 2009-2010, les Lakers se renforcent en échangeant Ron Artest des Rockets de Houston contre Trevor Ariza et terminent premiers de la Conférence Ouest avec un bilan de 57 victoires pour 25 défaites, soit le meilleur bilan de la conférence Ouest pour la 3e année consécutive. Au premier tour des playoffs, ils éliminent le Thunder d'Oklahoma City quatre victoires à deux et enchaînent face au Jazz de l'Utah 4-0. Pour les finales de la Conférence Ouest, ils se retrouvent contre les Suns de Phoenix qu'ils battent 4 manches à 2. En finale NBA, ils rencontrent pour la 12e fois à ce stade de la compétition les Celtics de Boston et les battent 4 manches à 3 au bout du 7e match joué au Staples Center, le 16e titre de l'histoire de la franchise. Ils établissent un back-to-back après leur titre en 2009, Kobe Bryant et Derek Fisher deviennent les seuls joueurs en activité les plus titrés (5 titres) en remportant leur 5e titre personnel, tandis que Phil Jackson emporte sa 11e bague.
Durant l'intersaison 2010, les Lakers réalisent un bon recrutement avec les arrivées de Matt Barnes et de Steve Blake.
À la suite de la retraite de Shaquille O'Neal, les Lakers décident de lui rendre hommage en retirant son no 34 qui est hissé en haut du Staples Center. O'Neal a passé huit saisons à Los Angeles (1996-2004) et y a gagné trois de ses quatre bagues de champion.
Après une saison peu convaincante pour les Lakers, ils se retrouvent deuxièmes de la Conférence Ouest et affrontent au premier tour des playoffs les Hornets de la Nouvelle-Orleans. Les Lakers terminent cette série difficilement sur le score de 4-2. Pour le deuxième tour ils se retrouvent face aux Mavericks de Dallas. Ils se font éliminer sèchement 4-0 après une humiliation au match 4 (122-86). Phil Jackson l'entraîneur voit son quatrième « Threepeat » lui passer sous le nez dès le deuxième tour. Toute la communauté NBA attendait une confrontation entre les Lakers et un des trois « monstres » de la Conférence Est : le Heat de Miami, les Celtics de Boston et les Bulls de Chicago. Il faut attendre l'année prochaine pour voir la ville des Anges briller à nouveau.

#### L'après Phil Jackson (2011-2012)
Phil Jackson est un ancien joueur et entraineur des Lakers. Après six titres de champion NBA avec les Bulls de Chicago et cinq titres avec les Lakers de Los Angeles, il a décidé de se rendre et de laisser place à la nouvelle génération. Détenant le record de titres NBA (11), de finales disputées (13), de victoires en playoffs (229), il a surtout réussi à avoir le deuxième meilleur bilan sur une saison régulière (72 victoires - 10 défaites) en 1995-1996, derrière Golden State Warriors (73 victoires - 9 défaites) en 2015-2016.
Jackson est remplacé par Mike Brown, il faut injecter du sang neuf dans la franchise et faire oublier les playoffs de la saison précédente. La nouvelle saison tarde à commencer, le lock-out retarde le début de la compétition jusqu'à fin décembre 2011. Sur le plan sportif, plusieurs rumeurs parlent d'un échange impliquant Pau Gasol pour récupérer le meneur Chris Paul. Cependant, la NBA propriétaire des Hornets bloque le transfert, et quelques jours plus tard Paul arrive chez leur voisin : les Clippers de Los Angeles. L'autre franchise de la ville devient un sérieux concurrent, à tel point que le derby est surnommé The Battle of Los Angeles. Les Lakers lâchent également Lamar Odom et Shannon Brown alors qu'ils n'enregistrent que les arrivées de Josh McRoberts et Troy Murphy. Le début de saison est compliqué, et le retour d'Andrew Bynum, associé à Gasol, fait de la raquette des Lakers une des plus solides de la NBA. Cependant, des rumeurs d'échange concernant Gasol diminuent son rendement. Derek Fisher, lui, est vieillissant. Ils naviguent entre la sixième et la troisième place à l'Ouest, et se refont une santé après le All Star Week End. Dans les derniers jours du marché des transferts, les Lakers récupèrent le meneur Ramon Sessions, et le vétéran Derek Fisher est envoyé aux Rockets de Houston en échange de Jordan Hill. Fisher est libéré de son contrat peu après et signe avec le Thunder d'Oklahoma City.
Les Lakers battent avec difficulté les Nuggets de Denver sur le score de quatre à trois mais s'inclinent lors du tour suivant, en demi-finale de conférence face au Thunder d'Oklahoma City sur le score de quatre à un malgré 42 points de Kobe Bryant lors de la dernière rencontre. Déçu par ce nouvel échec en phase finale, ce dernier déclare que les « Lakers ne disparaîtront pas de la circulation et feraient tout pour rester de forts challengers au titre ».

#### La reconstruction: Nash, Howard et D'Antoni (2012-2016)
Le manager général des Lakers applique dès le mois d'août ses consignes. Dwight Howard, le meilleur pivot de la ligue et triple meilleur défenseur de la NBA, arrive dans un échange à quatre équipes ou Andrew Bynum atterrit chez les Sixers de Philadelphie. Antawn Jamison et Jodie Meeks arrivent également pour la franchise en août. Début juillet, c'est le meneur canadien Steve Nash qui avait signé pour 3 ans, réalisant un 5 majeur de rêve pour les Angelinos : Nash - Bryant - World Peace - Gasol - Howard. Avant même le début de la saison, les Lakers se positionnent en candidats pour la succession du Heat de Miami pour le titre du championnat,. Toutefois, avec un bilan de huit défaites en autant de rencontres en pré-saison et d'une victoire pour cinq défaites en saison régulière, les résultats ne sont pas à la hauteur des objectifs attendus. Aussi, le 9 novembre 2012, Mike Brown est démis de son poste, Bernie Bickerstaff, son assistant, devenant alors entraîneur par intérim. Après quelques jours, les Lakers engagent Mike D'Antoni comme nouveau head coach. Les Lakers connaissent une saison très compliquée et Kobe Bryant se blesse en fin de saison régulière lors d'un match contre les Warriors de Golden State remporté 118-116 par les Lakers. Celui-ci s'est rompu le tendon d'Achille et laisse penser qu'il pourrait être indisponible pendant un an. Mais son état s'améliore plus vite que prévu et il manque uniquement le début de saison 2013-2014. Les Lakers se qualifient de justesse pour les Playoffs dans les derniers jours de la saison et finissent la saison régulière à la septième place de la conférence ouest avec un décevant bilan de 45 victoires pour 37 défaites. Au premier tour des Playoffs, les Lakers doivent se confronter aux Spurs de San Antonio de Tony Parker et se font éliminer sèchement 4-0. À la suite de cette élimination beaucoup de changements ont été effectués dans l'effectif de l'équipe. D'abord, Dwight Howard n'ayant signé que pour un an avec les Angelinos décide de ne pas poursuive l'aventure avec eux et quitte la Californie pour s'engager avec les Rockets de Houston. Metta World Peace, après 4 ans passés avec les Lakers (dont un titre NBA remporté en 2010 avec les Angelinos), quitte également la Californie pour rejoindre les Knicks de New York. Earl Clark, Chris Duhon, Devin Ebanks, Andrew Goudelock, Antawn Jamison, et Darius Moris quittent également les Lakers qui doivent tout reconstruire à nouveau pour la nouvelle saison.
Les Lakers connaissent un début de saison 2014-2015 catastrophique. Après une nouvelle défaite concédée sur le parquet des Warriors de Golden State (136-115) le 16 novembre malgré 44 points de Kobe Bryant, les Lakers affichent un bilan d'une victoire et neuf défaites en dix matchs, le pire début de saison de l'histoire de la franchise.
Les Lakers obtiennent le 2e choix de la Draft 2015 de la NBA et choisissent le prometteur meneur D'Angelo Russell qui forme une ligne arrière complémentaire avec Jordan Clarkson ou Kobe Bryant.
La saison 2015-2016 commence sur les mêmes bases que la précédente, avec 4 défaites consécutives. Après un mois de compétition, les Lakers présentent un bilan peu flatteur de deux victoires pour quatorze défaites. Finalement, le 29 novembre 2015 Kobe Bryant annonce que cette saison est sa dernière. La saison des Lakers prend alors plus ou moins la forme d'une tournée d'adieu, de nombreux hommages étant rendus au joueur vedette des Lakers par l'ensemble des franchises. Pour son dernier match, Kobe réalise une performance exceptionnelle en inscrivant 60 points, record de la saison, et en parvenant à faire gagner son équipe face au Jazz de l'Utah. Néanmoins, malgré ce dernier coup d'éclat, les Lakers finissent la saison avec un bilan de 17 victoires pour 65 défaites, soit le deuxième pire bilan de la ligue (après les 76ers de Philadelphie) et le pire bilan de l'histoire de la franchise.

#### Les Lakers d'après Kobe Bryant (2016-2018)
À l'issue de la saison, l'entraîneur Byron Scott est démis de ses fonctions. C'est Luke Walton, assistant de Steve Kerr aux Warriors de Golden State et ancien joueur de la franchise, qui est choisi pour le remplacer. Lors de la Draft 2016 de la NBA, les Lakers sélectionnent Brandon Ingram avec le 2e choix. En février 2017, Magic Johnson revient chez les Lakers en tant que conseiller de Jeanie Buss. Quelques jours plus tard, désireux de prendre les commandes des Lakers, il est nommé président des opérations basket de la franchise et le General Manager Mitch Kupchak est relevé de ses fonctions alors que Jim Buss est éjecté de son poste de vice-président exécutif. Le 21 février 2017, Magic Johnson nomme Rob Pelinka au poste de General Manager. À la fin de la saison 2016-2017, dans une lottery sous tension pour les Lakers (les Lakers perdant leur pick au profit des Sixers si celui-ci venait à être en dehors du Top 3) la franchise de Los Angeles optait le second choix dans le draft 2017. À la suite d'une campagne agressive de la part de son père, et des qualités indéniables au poste de Meneur, Lonzo Ball paraissait à l'époque comme choix le plus probable de la part des Lakers, possédant également la qualité de déjà résider dans la cité des anges. L'éventualité de les venues de Lonzo Ball et de MDJ10 causent cependant de nombreuses interrogations quant à l'avenir du second choix de la Draft 2015, D'Angelo Russell, celui-ci étant déjà présent à ce poste et n'ayant de plus finalement proposé que bien peu de choses depuis son arrivée chez les Lakers.

#### Les Lakers de LeBron James (depuis 2018)

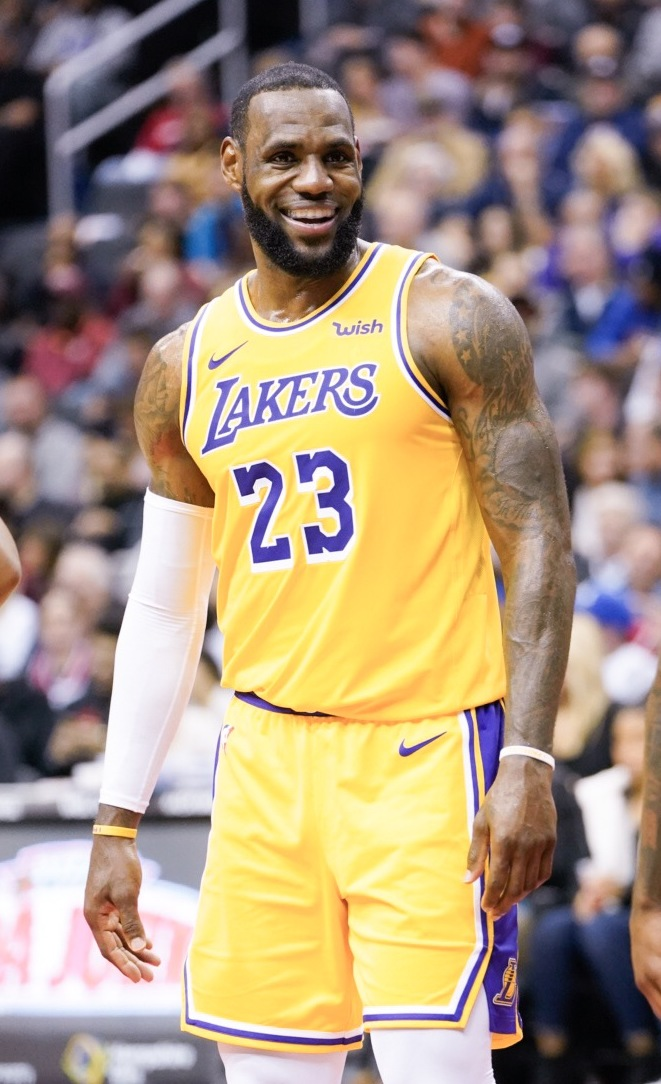
LeBron James.

Le 1er juillet 2018, LeBron James, étant free-agent, quitte les Cavaliers de Cleveland pour rejoindre les Lakers. Il signe un contrat de 154 millions de dollars sur quatre ans. LeBron James est alors immédiatement rejoint par l'arrière Lance Stephenson et le pivot JaVale McGee. Le 3 juillet, Rajon Rondo signe également au Lakers pour un contrat d'un an pour 9 millions de dollars.
La saison 2018-2019, première de l'ère LeBron James, est compliquée pour l'équipe. Avec notamment la blessure de LeBron le 25 décembre qui l'éloigne des parquets pour plus d'un mois. La saison est aussi marqué lors de la trade dead-line par les rumeurs de transferts pour récupérer Anthony Davis (basket-ball). Elles mettent à mal la cohésion du groupe déjà sous tension. Rumeurs démenties très maladroitement par la propriétaire du club Jeanie Buss parlant de "fake news". Juste avant la fin de la saison régulière, le GM Magic Johnson annonce, lors d'une conférence de presse d'avant match, quitter le club.
À la fin de la saison 2018-2019, conclue par une non qualification aux playoffs, l'entraineur Luke Walton et la franchise se mettent d'accord sur les modalités de départ de l'entraîneur. Son successeur, Frank Vogel est quant à lui nommé le 12 mai 2019. Les fameuses rumeurs quant à l'arrivée possible d'Anthony Davis se concrétisent le 15 juin. Les Lakers, en échange du joueur, envoient aux Pelicans de La Nouvelle-Orléans 3 premiers tours de Draft dont celui de 2019, Lonzo Ball, Josh Hart et Brandon Ingram.
L'attraction James-Davis fonctionne également grâce aux nombreuses recrues venues de la Free Agency comme Danny Green, récent champion NBA 2019 avec les Raptors de Toronto. L'effectif se voit ajouter Avery Bradley, ainsi que Quinn Cook, ancien meneur des Warriors de Golden State. Le duo LeBron-Davis est complémentaire et les Lakers commencent leur saison avec un 12-2, ce qui n'était plus arrivé depuis 10 ans, époque glorieuse de Kobe Bryant. LeBron fait encore parler par ses statistiques lors du match face au Thunder d'Oklahoma City, en réalisant un triple double, lui permettant d'ajouter à son palmarès un nouveau record parmi tant d'autres, soit réaliser un triple-double face aux 30 équipes de la NBA. La saison 2019-2020 des Lakers est endeuillée par la disparition de l'ancienne superstar Kobe Bryant, dans un accident d'hélicoptère, accompagné de sa fille et d'autres passagers.
La fin de la saison 2019-2020 est marquée par la victoire 4-2 des Lakers NBA en finales contre le Heat de Miami ainsi que le 4e trophée de MVP des Finales remporté par LeBron James. La saison suivante est marquée par les blessures, d'abord d'Anthony Davis puis de LeBron James. À cause de cela, l'équipe chute à la septième place de l'ouest, et doit battre les Warriors de Golden State lors du tout premier play-in tournament pour se qualifier en playoffs, et s'y faire éliminer 4-2 par les Suns de Phoenix. Frustré par le manque d'options offensives en dehors de leur deux stars, le front office envoie Kentavious Caldwell-Pope, Kyle Kuzma (pourtant pièce essentielle du titre) et Montrezl Harrell aux Wizards de Washington, en échange du MVP 2017 Russell Westbrook. Quelques joueurs sont également signé au minimum vétéran, comme Dwight Howard ou Carmelo Anthony. Mais trop vieille, trop blessée, avec un Westbrook qui peine à s'intégrer, l'équipe échoue lourdement, à la onzième place. L'entraîneur Frank Vogel est remplacé par Darvin Ham, mais le début de la saison 2022-2023 est guère plus convaincant. L'effectif est remanié avec le départ de Patrick Beverley, Thomas Bryant, Kendrick Nunn et Russell Westbrook, et l'arrivée de Jarred Vanderbilt, Malik Beasley, Rui Hachimura et le revenant D'Angelo Russell. C'est au cours de cette saison que LeBron James devient le meilleur marqueur de l'histoire de la NBA. Après s'être qualifié à la septième place du play-in en battant les Timberwolves du Minnesota, les Lakers réalisent deux surprises consécutives en éliminant les Grizzlies de Memphis deuxième 4-2, et les Warriors de Golden State, champions en titre, 4-2. Ils sont battus 4-0 en finale de conférence par les Nuggets de Denver.
Lors de la saison 2023-2024, les Lakers se qualifient pour les playoffs en passant par le play-in mais sont éliminés (4-1) dès le premier tour par les Nuggets. L'entraîneur Darvin Ham est limogé et remplacé par J. J. Redick, un proche de LeBron James dont c'est la première expérience comme entraîneur.
Début février 2025, Luka Dončić rejoint les Lakers de Los Angeles, dans un échange à trois équipes impliquant également le Jazz de l'Utah, pendant qu'Anthony Davis fait le chemin inverse.

## Noms successifs
- 1946-1947 : Gems de Détroit (NBL).
- 1947-1960 : Lakers de Minneapolis (NBL puis NBA).
- Depuis 1960 : Lakers de Los Angeles (NBA).

## Arènes successives
- Minneapolis Auditorium (1947-1959).
- Minneapolis Armory (1959-60).
- Los Angeles Memorial Sports Arena (1960-1967).
- Great Western Forum (1967-1999).
- Staples Center (1999-2022).
- Crypto.com Arena (2022-actuel).

## Palmarès
- Champion NBL (1) : 1948.
- Champion NBA (17) : 1949, 1950, 1952, 1953, 1954, 1972, 1980, 1982, 1985, 1987, 1988, 2000, 2001, 2002, 2009, 2010 et 2020.
- Champion NBA In-Season Tournament (1) : 2023.
- Champion de la Conférence Ouest (19) : 1972, 1973, 1980, 1982, 1983, 1984, 1985, 1987, 1988, 1989, 1991, 2000, 2001, 2002, 2004, 2008, 2009, 2010 et 2020.
- Champion de la Division Centrale (1) :  1950.
- Champion de la Division Ouest (8) : 1951, 1953, 1954, 1962, 1963, 1965, 1966 et 1969.
- Champion de la Division Pacifique (25) : 1971, 1972, 1973, 1974, 1977, 1980, 1982, 1983, 1984, 1985, 1986, 1987, 1988, 1989, 1990, 2000, 2001, 2002, 2004, 2008, 2009, 2010, 2011, 2012, 2020 et 2025.
- Un total de 34 titres de champion de division.

## Couleurs et symboles
Le logo des Los Angeles Lakers est un symbole emblématique du basket-ball. Il est composé d'un ballon de basket-ball jaune avec une inscription violette "Lakers" et des lignes longitudinales. Le logo est simple mais efficace, et il est devenu l'un des logos les plus reconnaissables du sport.

### L'histoire du logo
Les Lakers ont été créés en 1946 à Minneapolis, Minnesota. L'équipe a déménagé à Los Angeles en 1960. Le premier logo des Lakers était un cercle avec le nom de l'équipe écrit en lettres blanches. En 1967, le logo a été changé pour un ballon de basket-ball jaune avec une inscription violette "Lakers" et des lignes longitudinales. Ce logo est toujours utilisé aujourd'hui.

### La signification des couleurs
Les couleurs du logo des Lakers, le jaune et le violet, ont une signification particulière. Le jaune représente le soleil de Californie, tandis que le violet représente la royauté. Les Lakers sont l'une des équipes les plus titrées de la NBA, et leur logo est un symbole de leur succès.

### L'évolution du logo
Le logo des Lakers a évolué au fil du temps, mais sa forme générale est restée la même. La version actuelle du logo est la plus simple et la plus efficace. Elle a été utilisée depuis 1999.

### Maillots
Depuis que Nike fournit l'ensemble des tenues aux équipes de NBA, en 2017, les maillots « domicile » et « extérieur » ont été remplacés par une collection plus fournie, pouvant servir aussi bien en déplacement qu'à domicile, portant les noms « association », « icon », « statement » et « city », et pour certaines équipes en plus une version « classic » reprenant le design d'anciens maillots. Au cours des playoffs 2020, les Lakers rééditent la tenue Black Mamba créée par Kobe Bryant, déjà portée en 2018 en tant que maillot « city », afin de lui rendre hommage après son décès survenu au cours de la saison. Les équipes qualifiées pour les playoffs 2020 se sont vues dotées d'une tenue supplémentaire, dénommée « earned ».
Depuis septembre 2017 apparaît au niveau de l'épaule gauche le logo de l'entreprise Wish, sponsor des Lakers.

## Personnalités de la franchise

### Joueurs

#### Distinctions
Quatre joueurs obtiennent le titre de meilleur joueur de la ligue, NBA Most Valuable Player : Kareem Abdul-Jabbar en 1976, 1977 et 1980, Magic Johnson en 1987, 1989 et 1990, Shaquille O'Neal en 2000 et Kobe Bryant en 2008. Ces quatre joueurs obtiennent également au moins une fois le titre de meilleur joueur des finales, National Basketball Association Finals Most Valuable Player Award, Kareem Abdul-Jabbar en 1985, Magic Johnson en 1980, 1982 et 1987, Shaquille O'Neal en 2000, 2001 et 2002 et Kobe Bryant en 2009, 2010. Jerry West, en 1969, Wilt Chamberlain en 1972, James Worthy en 1988 obtiennent également ce trophée.
Kobe Bryant est le joueur comptant le plus de places dans le premier cinq de la NBA, All-NBA First Team avec onze présences, de 2002 à 2004, puis de 2006 à 2013. Il devance Elgin Baylor et Jerry West, dix présences, Magic Johnson neuf, George Mikan, Kareem Abdul-Jabbar, Shaquille O'Neal, six, Jim Pollard, deux et Gail Goodrich. Kareem Abdul-Jabbar compte également quatre places dans le deuxième cinq, comme Vern Mikkelsen. Kobe Bryant, Jim Pollard, Slater Martin et Jerry West compte deux participations. Clyde Lovellette, Dick Garmaker, Wilt Chamberlain, Magic Johnson, Shaquille O'Neal, Pau Gasol et Andrew Bynum sont les autres joueurs présent dans un deuxième cinq. Cinq joueurs comptent des sélections dans le troisième cinq : James Worthy et Kobe Bryant et Pau Gasol avec deux, et Shaquille O'Neal et Dwight Howard.
Le seul joueur à obtenir le titre de meilleur débutant est Elgin Baylor en 1959. Toutefois, de nombreux joueurs terminent dans le premier cinq des débutants : Bill Hewitt en 1969, Dick Garrett en 1970, Jim Price en 1973, Brian Winters en 1975, Norm Nixon en 1978, Magic Johnson en 1980, James Worthy en 1983, Byron Scott, en 1984, Vlade Divac en 1990 et Eddie Jones en 1995. Nick Van Exel, Kobe Bryant et Travis Knight sont eux élus dans le deuxième cinq.
Michael Cooper est le seul joueur de la franchise à obtenir le titre de meilleur défenseur de l'année, NBA Defensive Player of the Year en 1987. Il figure dans le NBA All-Defensive First Team à cinq reprises, mais il est devancé par Kobe Bryant qui compte neuf places dans cette équipe défensive. Jerry West est présent quatre fois, Kareem Abdul-Jabbar trois fois et Wilt Chamberlain deux fois. Kareem Abdul-Jabbar, à quatre reprises, Michael Cooper, Shaquille O'Neal, et Kobe Bryant à trois reprises, A.C. Green et Eddie Jones sont également présents dans le deuxième cinq défensif.
Lamar Odom est désigné meilleur sixième homme de l'année, NBA Sixth Man of the Year en 2011.
| Numéro     | Nom du joueur       |
| ---------- | ------------------- |
| 8 - 24     | Kobe Bryant         |
| 13         | Wilt Chamberlain    |
| 16         | Pau Gasol           |
| 21         | Michael Cooper      |
| 22         | Elgin Baylor        |
| 25         | Gail Goodrich       |
| 32         | Magic Johnson       |
| 33         | Kareem Abdul-Jabbar |
| 34         | Shaquille O'Neal    |
| 42         | James Worthy        |
| 44         | Jerry West          |
| 52         | Jamaal Wilkes       |
| 99         | George Mikan        |
| Microphone | Chick Hearn         |

Kareem Abdul-Jabbar est le joueur comptant le plus de sélections pour le NBA All-Star Game, avec dix-neuf, manquant toutefois l'édition de 1973. Avec treize sélections lorsqu'il porte le maillot des Lakers, il est toutefois devancé par Kobe Bryant et Jerry West pour le nombre de sélections en tant que joueur des Lakers. Kobe Bryant compte dix-huit sélections, mais doit déclarer forfait lors de deux éditions, et Jerry West quatorze sélections. Wilt Chamberlain compte également treize sélections, mais seulement quatre avec les Lakers, Magic Johnson, avec douze sélections, et Elgin Baylor onze sélections sont les deux autres comptant au moins dix sélections au NBA All-Star Game et au moins une en tant que joueur des Lakers (Karl Malone compte quatorze sélections, mais toutes obtenues en tant que joueur du Jazz de l'Utah). Les autres joueurs comptant des sélections sont James Worthy et Shaquille O'Neal avec sept sélections avec la franchise des Lakers, devant Vern Mikkelsen, six sélections, Dick Garmaker, Gail Goodrich, George Mikan, Jim Pollard et Slater Martin, quatre sélections, Pau Gasol, Rudy LaRusso, trois, Clyde Lovellette, Eddie Jones, Rod Hundley, Jamaal Wilkes et Larry Foust, deux, A.C. Green, Andrew Bynum, Archie Clark, Cedric Ceballos, Darrall Imhoff, Dwight Howard, Frank Selvy, Nick Van Exel, Norm Nixon comptant une seule sélection en tant que joueur des Lakers.
Les Lakers de Los Angeles ont retiré douze maillots (dont deux de Kobe Bryant) de joueur et une bannière microphone.
D'autres joueurs et entraîneurs ont été honorés pour leur épopée (cinq titres NBA en six ans) quand la franchise était basée à Minneapolis, mais les maillots n'ont pas été retirés. Il s'agit de Jim Pollard, joueur et entraîneur (numéro 17), Vern Mikkelsen (numéro 19), Slater Martin (numéro 22), Clyde Lovellette (numéro 34) et John Kundla comme entraîneur.

#### Statistiques
| Statistique                                                                          | Nom du joueur       | Nombre                  |
| ------------------------------------------------------------------------------------ | ------------------- | ----------------------- |
| Meilleur marqueur                                                                    | Kobe Bryant         | 33 643 points           |
| Meilleure moyenne Points/Match                                                       | Elgin Baylor        | 27,4 points/match       |
| Meilleur passeur                                                                     | Magic Johnson       | 10 141 passes décisives |
| Meilleure moyenne Passes/Match                                                       | Magic Johnson       | 11,2 passes/match       |
| Meilleur rebondeur                                                                   | Elgin Baylor        | 11 463 rebonds          |
| Meilleure moyenne Rebonds/Match                                                      | Wilt Chamberlain    | 19,2 rebonds/match      |
| Meilleur contreur                                                                    | Kareem Abdul-Jabbar | 2 694 contres           |
| Meilleur intercepteur                                                                | Kobe Bryant         | 1 944 interceptions     |
| Meilleur pourcentage au tir                                                          | Wilt Chamberlain    | 60,5 %                  |
| 3 points marqués                                                                     | Kobe Bryant         | 1 827 tirs              |
| Meilleur pourcentage à 3 points                                                      | Steve Nash          | 42.2 %                  |
| Lancers-francs marqués                                                               | Kobe Bryant         | 8 378 tirs              |
| Meilleur pourcentage au lancer-franc                                                 | Cazzie Russell      | 87,7 %                  |
| Matchs joués                                                                         | Kobe Bryant         | 1566 matchs             |
| Dernière mise à jour : 13 octobre 2023 : Joueurs évoluant toujours dans la franchise |                     |                         |

Kobe Bryant possède de nombreux records individuels pour la franchise des Lakers. Il est ainsi le joueur ayant disputé le plus de rencontres avec plus de 1 200 présences en saison régulière, devant Kareem Abdul-Jabbar, 1 093 matchs sous le maillot des Lakers (il dispute au total 1 560 rencontres de saison régulière) et Jerry West avec 932. Bryant est ainsi le joueur disputant le plus de minutes avec les Lakers, devant ces deux mêmes joueurs.
Kobe Bryant domine les statistiques relatives au tir : il est premier pour les tirs marqués devant Kareem Abdul-Jabbar et Jerry West, pour les tirs tentés devant Elgin Baylor et Jerry West, pour les tirs à trois points réussis et tentés, devançant dans ses deux classements Derek Fisher et Nick Van Exel, pour les lancers francs marqués et tentés, devant Jerry West et Elgin Baylor dans ces deux classements. Toutefois, Bryant est également le joueur ayant manqué le plus de tirs devant Jerry West et Elgin Baylor.
| Place                                                                                        | Nom du joueur                           | Pays       | Points |
| -------------------------------------------------------------------------------------------- | --------------------------------------- | ---------- | ------ |
| 1er                                                                                          | Kobe Bryant 1996 -2016                  | États-Unis | 33 643 |
| 2e                                                                                           | Jerry West 1960 - 1974                  | États-Unis | 25 192 |
| 3e                                                                                           | Kareem Abdul-Jabbar 1975 - 1989         | États-Unis | 24 176 |
| 4e                                                                                           | Elgin Baylor 1958 - 1971                | États-Unis | 23 149 |
| 5e                                                                                           | Magic Johnson 1979 - 1991 / 1996        | États-Unis | 17 707 |
| 6e                                                                                           | James Worthy 1982 - 1994                | États-Unis | 16 320 |
| 7e                                                                                           | Shaquille O'Neal 1996 - 2004            | États-Unis | 13 895 |
| 8e                                                                                           | Gail Goodrich 1965 - 1968 / 1970 - 1976 | États-Unis | 13 044 |
| 9e                                                                                           | Byron Scott 1983 - 1993 / 1996 - 1997   | États-Unis | 12 780 |
| 10e                                                                                          | Jamaal Wilkes 1977 - 1985               | États-Unis | 10 601 |
| Dernière mise à jour : 23 février 2019 En gras : Joueurs évoluant toujours dans la franchise |                                         |            |        |

Kobe Bryant est ainsi logiquement le meilleur marqueur de l'histoire de la franchise. il devance Jerry West, Kareem Abdul-Jabbar, Elgin Baylor et Magic Johnson. Bryant est toutefois devancé pour la moyenne de points par matchs : Elgin Baylor occupe la première place de ce classement devant Shaquille O'Neal, Jerry West, Bryant et George Mikan. Trois pivots domine la statistiques de la réussite aux tirs, Wilt Chamberlain devant Shaquille O'Neal et Kareem Abdul-Jabbar.
Pour le nombre de points marqués sur une saison, Kobe Bryant est l'auteur du meilleur total avec 2 832, total réalisé en 2005-2006, devant Elgin Baylor, qui réalise 2 719 et 2 538 points, Jerry West avec 2 476 et de nouveau Bryant, 2 461.
La statistiques des passes est dominée par Magic Johnson : il possède le plus de passes avec 10 141, la meilleure moyenne avec 11,2, les neuf meilleures performances sur une saison. Il domine Jerry West, 6 238 et Kobe Bryant. Pour la moyenne, il devance Norm Nixon et Nick Van Exel.
Elgin Baylor est le meilleur rebondeur de l'histoire de la franchise avec 11 463 unités, devant Kareem Abdul-Jabbar, 10 279, et Kobe Bryant. Kareem Abdul-Jabbar domine les statistiques du rebond défensif, 7 785, devant Bryant et Magic Johnson, et celle du rebond offensif, 2 494 devant A.C. Green, 2 494 et Shaquille O'Neal, 1 957. Wilt Chamberlain détient la meilleure moyenne de rebond avec 19,2, devant Elgin Baylor, 13,5 et George Mikan, 13,4. Chamberlain détient les quatre meilleurs totaux sur une saison, sa meilleure saison étant en 1968-1969 avec 1 712. Suivent ensuite Elgin Baylor et Kareem Abdul-Jabbar.
Kobe Bryant est aussi le meilleur intercepteur, statistique où il devance Magic Johnson et James Worthy. Eddie Jones possède la meilleure moyenne avec 2,1, devant Magic Johnson et Norm Nixon. La meilleure performance sur une saison est l'œuvre de Magic Johnson avec 208 interceptions en 1981-1982 devant Norm Nixon, 201 et Eddie Jones, 189.

### Entraîneurs
Vingt-cinq entraîneurs ont dirigé la franchise des Lakers, d'abord à Minneapolis, puis à Los Angeles. Parmi ceux-ci, seuls trois occupe le poste sur plusieurs périodes : John Kundla de 1948 à 1958 puis de 1958 à 1959, Bill Bertka en 1994 et en 1999, et Phil Jackson de 1999 à 2004, puis de 2005 à 2011.
Parmi ceux-ci, trois sont récompensés du titre d'entraîneur de l'année, NBA Coach of the Year : Bill Sharman en 1972, Pat Riley en 1990 et Del Harris en 1995.
John Kundla, à quatre reprises, Fred Schaus, cinq fois,	Bill Sharman deux fois en tant qu'entraîneur des Lakers (il l'est également une fois avec les Warriors de San Francisco), Pat Riley huit fois avec les Lakers (puis une autre fois avec les Knicks de New York), et Phil Jackson, deux de ses quatre présences, sont entraîneur lors du NBA All-Star Game en tant qu'entraîneur de la Conférence Ouest.
Quatre de ces entraîneurs sont introduits au Basketball Hall of Fame en tant qu'entraîneur : John Kundla en 1995, Bill Sharman en 2004, Phil Jackson en 2007, Pat Riley en 2008.
Parmi l'ensemble des entraîneurs, certains ont également été joueurs au sein de la franchise : George Mikan, Jim Pollard, Jerry West, Pat Riley, Magic Johnson et Kurt Rambis.
John Kundla et Phil Jackson sont les entraîneurs comptant le plus de titres NBA avec les Lakers avec cinq titres. Pat Riley compte ensuite quatre titres, Bill Sharman et Paul Westhead compte également un titre.
Frank Vogel, ancien entraineur des Indiana Pacers a rejoint les Lakers en 2019-2020. Contrairement à sa saison au Magic d'Orlando en 2017-2018 où les résultats ne suivaient pas, il s'est fait licencié. Cette année, son groupe et lui-même, commence fort. Il témoigne en disant que « cette année est unique car après un licenciement il est difficile de se relever ».
| Nom                   | Période   | Saison régulière | Saison régulière | Saison régulière | playoffs | playoffs | playoffs |
| Nom                   | Période   | M                | V                | D                | M        | V        | D        |
| --------------------- | --------- | ---------------- | ---------------- | ---------------- | -------- | -------- | -------- |
| John Kundla           | 1949-1958 | 653              | 390              | 263              | 82       | 54       | 28       |
| George Mikan          | 1958      | 39               | 9                | 30               |          |          |          |
| John Kundla           | 1958-1959 | 72               | 33               | 39               | 13       | 6        | 7        |
| John Castellani       | 1959-1960 | 36               | 11               | 25               |          |          |          |
| Jim Pollard           | 1960      | 39               | 14               | 25               | 9        | 5        | 4        |
| Fred Schaus           | 1960-1967 | 560              | 315              | 245              | 71       | 33       | 38       |
| Butch van Breda Kolff | 1967-1969 | 164              | 107              | 57               | 33       | 21       | 12       |
| Joe Mullaney          | 1969-1971 | 164              | 94               | 70               | 30       | 16       | 14       |
| Bill Sharman          | 1971-1976 | 410              | 246              | 164              | 37       | 22       | 15       |
| Jerry West            | 1976-1979 | 246              | 145              | 101              | 22       | 8        | 14       |
| Jack McKinney         | 1979      | 14               | 10               | 4                |          |          |          |
| Paul Westhead         | 1979-1981 | 161              | 111              | 50               | 19       | 13       | 6        |
| Pat Riley             | 1981-1990 | 727              | 533              | 194              | 149      | 102      | 47       |
| Mike Dunleavy Sr.     | 1990-1992 | 164              | 101              | 63               | 23       | 13       | 10       |
| Randy Pfund           | 1993-1994 | 146              | 66               | 80               | 5        | 2        | 3        |

| Nom                | Période     | Saison régulière | Saison régulière | Saison régulière | playoffs | playoffs | playoffs |
| Nom                | Période     | M                | V                | D                | M        | V        | D        |
| ------------------ | ----------- | ---------------- | ---------------- | ---------------- | -------- | -------- | -------- |
| Bill Bertka        | 1994        | 2                | 1                | 0                |          |          |          |
| Magic Johnson      | 1994        | 16               | 5                | 11               |          |          |          |
| Del Harris         | 1994-1999   | 340              | 224              | 116              | 36       | 17       | 19       |
| Bill Bertka        | 1999        | 1                | 1                | 0                |          |          |          |
| Kurt Rambis        | 1999        | 37               | 24               | 13               | 8        | 3        | 5        |
| Phil Jackson       | 2000-2004   | 410              | 287              | 123              | 92       | 64       | 28       |
| Rudy Tomjanovich   | 2004-2005   | 43               | 24               | 19               |          |          |          |
| Frank Hamblen      | 2005        | 39               | 10               | 29               |          |          |          |
| Phil Jackson       | 2005-2011   | 492              | 323              | 169              | 89       | 54       | 35       |
| Mike Brown         | 2011-2012   | 71               | 42               | 29               | 12       | 5        | 7        |
| Bernie Bickerstaff | 2012        | 5                | 4                | 1                |          |          |          |
| Mike D'Antoni      | 2012-2014   | 154              | 67               | 87               | 4        | 0        | 4        |
| Byron Scott        | 2014-2016   | 164              | 38               | 126              |          |          |          |
| Luke Walton        | 2016-2019   | 246              | 98               |                  |          |          |          |
| Frank Vogel        | 2019-2022   | 225              | 127              | 98               | 27       | 18       | 9        |
| Darvin Ham         | 2022-2024   | 164              | 90               | 74               | 21       | 9        | 12       |
| J. J. Redick       | depuis 2024 |                  |                  |                  |          |          |          |

Phil Jackson est l'entraîneur ayant dirigé le plus de rencontres de saisons régulières, avec 902, et de playoffs, 182. Il devance respectivement Pat Riley, 727, et John Kundra, 725 rencontres en saisons régulières, et 149 et 95 rencontres de playoffs. Jackson devance également Riley et Kundra pour les victoires en saisons régulières et playoffs. Kundra est l'entraîneur comptant le plus de défaites devant Jackson et Fred Schauss. C'est Phil Jackson qui compte le plus de défaites en playoffs devant Riley et Schauss.